# Peter Braun (Sprachwissenschaftler)
Peter Braun (* 8. Juli 1927 in Aachen; † 17. August 2012) war ein deutscher Sprachwissenschaftler und Hochschullehrer.

## Leben und Wirken
Nach seiner Reifeprüfung 1950 in Alsdorf bei Aachen studierte Peter Braun zunächst an der Pädagogischen Hochschule Köln für das Lehramt an Schulen und zwar für die Fächer Deutsch und Geschichte. Die erste Lehramtsprüfung legte er 1953 in Köln ab, die zweite 1956 in Düsseldorf. Von 1957 bis 1963 studierte er dann Allgemeine Sprachwissenschaft, Germanistik und Philosophie an der Universität Bonn bzw. an der Universität Wien (1957/58). 1963 promovierte er an der Universität Bonn bei Leo Weisgerber über Adjektivische Sehweisen in Prosawerken der Romantik. Bis 1972 war Braun im Schuldienst tätig bzw. als Hochschullehrer an Pädagogischen Hochschulen in Köln, Bonn, Essen und Münster. Im Jahre 1972 erhielt er eine ordentliche Professur für Deutsche Sprache an der Universität Essen. 1992 wurde er emeritiert.
In seinen Veröffentlichungen beschäftigte sich Peter Braun neben dem Deutschunterricht vor allem mit Sprachlehrforschung und Sprachgeschichte. Sein Buch Tendenzen in der deutschen Gegenwartssprache erschien in vier Auflagen und erfuhr auch eine Übersetzung ins Japanische.
Gastdozenturen führten Braun an wissenschaftliche Einrichtungen u. a. in China und Russland.

## Veröffentlichungen (Auswahl)
- Das weiterführende Lesen. Schwann, Düsseldorf 1971, ISBN 3-7895-0129-8.
- (Hrsg.): Neue Lesebücher - Analyse und Kritik (= Literatur in der Gesellschaft, Bd. 5). Bertelsmann-Universitätsverlag, Düsseldorf 1972, ISBN 3-571-09294-5.
- (Hrsg.): Fremdwort-Diskussion (= UTB, Bd. 797). Fink, München 1979, ISBN 3-7705-1637-0.
- Tendenzen in der deutschen Gegenwartssprache (= Urban-Taschenbücher, Bd. 297). Kohlhammer, Stuttgart 1979, ISBN 3-17-005222-5 (4. Aufl. 1998, ISBN 978-3-17-015415-5).
- (Hrsg.): Deutsche Gegenwartssprache. Entwicklungen, Entwürfe, Diskussionen. Fink, München 1979, ISBN 3-7705-1644-3.
- (Hrsg., mit Peter Krallmann): Handbuch Deutschunterricht. Zwei Bände. Schwann, Düsseldorf 1983, ISBN 3-590-14421-1 u. ISBN 3-590-14422-X.
- (Hrsg.): Internationalismen. Studien zur interlingualen Lexikologie und Lexikographie (= Germanistische Linguistik, Bd. 102 u. 246). Niemeyer, Tübingen 1990/2003, ISBN 3-484-31102-9 u. ISBN 3-484-31246-7.
- Personenbezeichnungen. Der Mensch in der deutschen Sprache (= Reihe Germanistische Linguistik, Bd. 189). Niemeyer, Tübingen 1997, ISBN 3-484-31189-4.
- (Mithrsg.): Internationalismen II. Studien zur interlingualen Lexikologie und Lexikographie. de Gruyter, Berlin 2003, ISBN 978-3-11-091197-8.
- Schiller, Tod und Teufel. Rede des Herrn G. vor einem Totenschädel. Artemis & Winkler, Düsseldorf 2005, ISBN 978-3-538-07198-8.